# كفر بيت
كفر بيت هي إحدى القرى اللبنانية من قرى قضاء صيدا في محافظة الجنوب. يبلغ متوسط ارتفاعها 374 مترًا. أقرب مطار لها هو مطار رفيق الحريري الدولي.